# 18-й військовий округ (Третій Рейх)

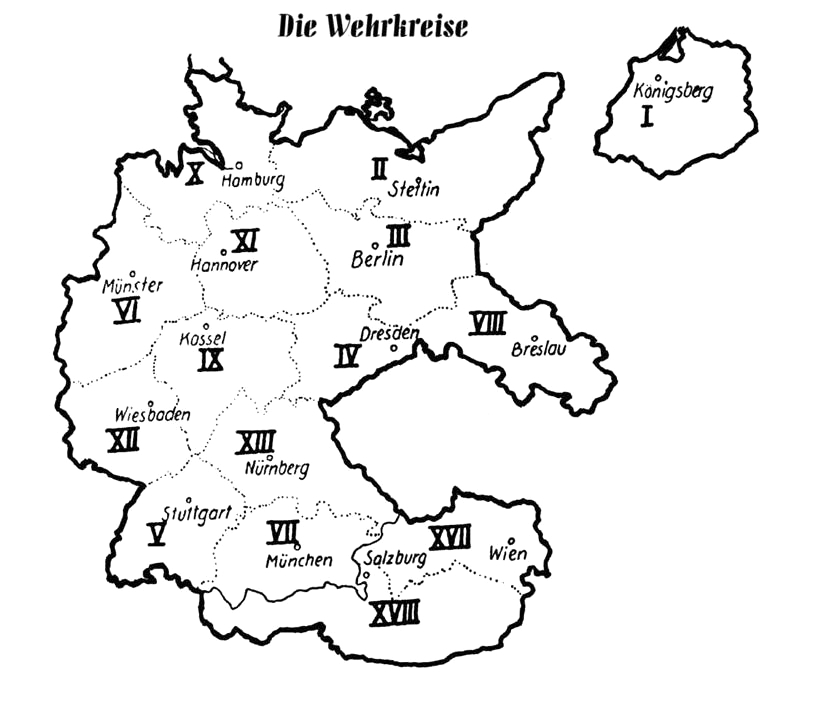
Карта військово-адміністративного розподілу Третього Рейху на 1939 рік

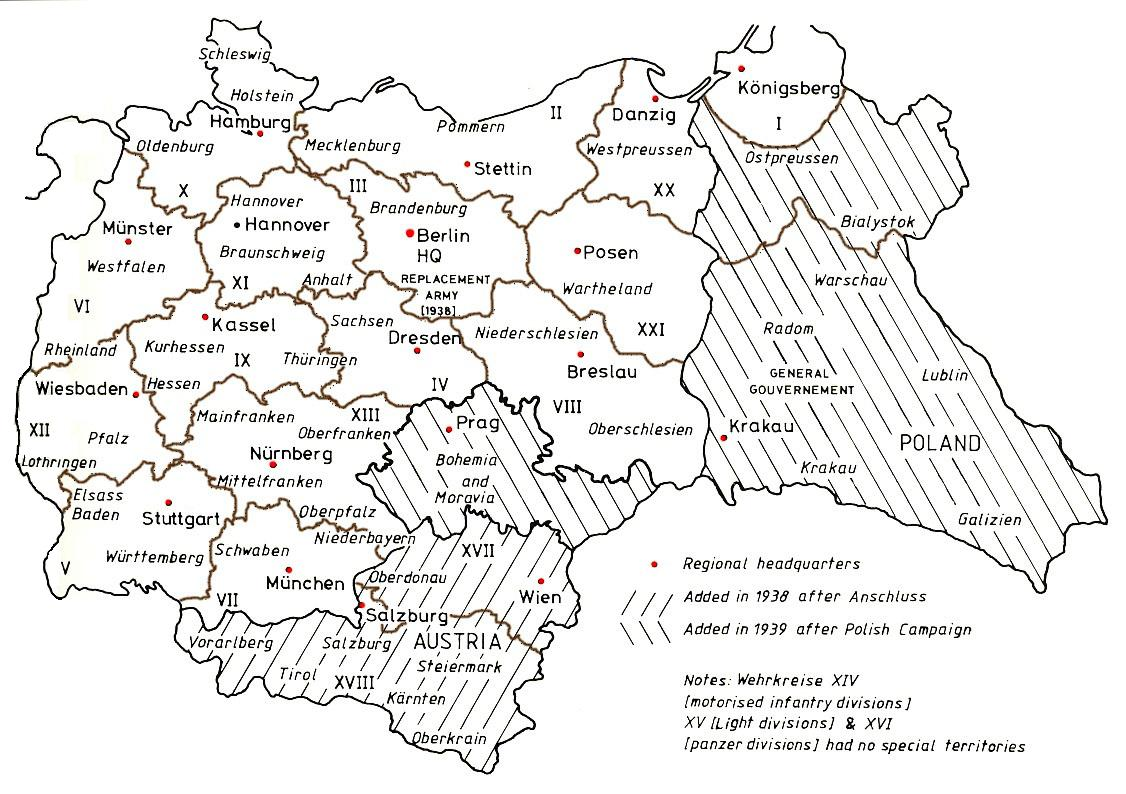
Карта військово-адміністративного розподілу Третього Рейху на 1944 рік

18-й військовий округ (нім. Wehrkreis XVIII) — одиниця військово-адміністративного поділу Збройних сил Німеччини за часів Третього Рейху.

## Історія
XVIII-й військовий округ організований 1 квітня 1938 року після аншлюсу Третім Рейхом Австрійської республіки та абсорбції усіх військових інституцій та структур Австрії в загальну систему Вермахту.
Територіально до складу 18-го округу входили австрійські землі Зальцбург, Тіроль, Каринтія, Штирія, пізніше, після окупації Німеччиною Югославії — словенська Нижня Штирія
Штаб-квартира округу розміщувалася в Зальцбурзі.

### Формування, сформовані (реорганізовані) XVIII-м військовим округом[1]
- 2-га танкова дивізія
- 2-га гірсько-піхотна дивізія
- 3-тя гірсько-піхотна дивізія
- 5-та гірсько-піхотна дивізія
- 6-та гірсько-піхотна дивізія
- 8-ма гірсько-піхотна дивізія
- 118-та єгерська дивізія
- 188-ма резервна гірсько-піхотна дивізія
- 334-та піхотна дивізія
- 381-ша навчально-польова дивізія

## Командування

### Командувачі
- генерал від інфантерії Ойген Беєр (нім. Eugen Beyer) (1 квітня 1938 — 26 серпня 1939);
- генерал від інфантерії Губерт Шаллер-Каліде (нім. Hubert Schaller-Kalide) (26 серпня 1939 — 31 січня 1943);
- генерал від інфантерії Фрідріх Матерна (нім. Friedrich Materna) (31 січня — 10 грудня 1943);
- генерал від інфантерії, з 23 березня 1944 генерал гірсько-піхотних військ Франц Беме (нім. Franz Böhme) (10 грудня 1943 — 24 червня 1944);
- генерал гірсько-піхотних військ Юліус Рінгель (нім. Julius Ringel) (24 червня 1944 — 8 травня 1945).

### Склад
| Весна 1945                                                                    |
| ----------------------------------------------------------------------------- |
| XVIII-е командування резервних військ                                         |
| XVIII-е управління зв'язку                                                    |
| XVIII-е управління військових перевезень                                      |
| XVIII-е окружне управління таборів військовополонених                         |
| XVIII-е окружне управління патрулювання та охорони                            |
| Управління військових полігонів у Ваттенталер-Ліццумі та Зеєталерських Альпах |